# Misodendrum
Misodendrum Banks ex DC. è un genere di piante angiosperme dell'ordine Santalales, unico genere della famiglia Misodendraceae J.Agardh.

## Tassonomia
Il genere comprende le seguenti specie:
- Misodendrum angulatum Phil.
- Misodendrum brachystachyum DC.
- Misodendrum gayanum Tiegh.
- Misodendrum linearifolium DC.
- Misodendrum macrolepis Phil.
- Misodendrum oblongifolium DC.
- Misodendrum punctulatum Banks ex DC.
- Misodendrum quadriflorum DC.